# Aufstand der Anständigen
Als Aufruf zum Aufstand der Anständigen wird der Appell zur Solidarisierung bezeichnet, mit dem sich der damalige deutsche Bundeskanzler Gerhard Schröder am 4. Oktober 2000 an die Öffentlichkeit wandte.

## Brandanschlag auf die Düsseldorfer Synagoge am 2. Oktober 2000 und der Aufruf des Bundeskanzlers
Der Bundeskanzler reagierte mit seinem Appell auf die Forderung Paul Spiegels (Zentralrat der Juden), nach dem Brandanschlag auf die Synagoge in Düsseldorf ein deutliches „Zeichen der Solidarität“ mit den Juden zu setzen. Bei dem nächtlich erfolgten Anschlag war der Eingangsbereich der Synagoge an der Zietenstraße in Düsseldorf-Golzheim durch einen Steinwurf und drei Brandsätze leicht beschädigt worden. Eine beherzte Anwohnerin hatte das Feuer sofort ausgetreten. Nachdem der Bundeskanzler den Tatort am 4. Oktober 2000 in Begleitung des nordrhein-westfälischen Ministerpräsidenten Wolfgang Clement und Paul Spiegels besichtigt hatte, sagte er dort „Wir brauchen einen Aufstand der Anständigen, wegschauen ist nicht mehr erlaubt“, und ergänzte, dass man ein Maß an Zivilcourage entwickeln müsse, damit Täter nicht nur kriminalisiert, sondern auch gesellschaftlich isoliert würden. Die Bundesregierung werde alles Erdenkliche tun, um jüdische Einrichtungen in Deutschland zu schützen. Als Folge des Appells wurden in Bund, Ländern und Kommunen sowie bei zahlreichen Nichtregierungsorganisationen und Bürgerinitiativen „Aktionspläne“ entworfen, Lichterketten und Demonstrationen wurden organisiert. Die rot-grüne Bundesregierung initiierte ein Programm zur organisatorischen und finanziellen Unterstützung von Initiativen gegen Rechtsextremismus, Fremdenfeindlichkeit und Antisemitismus. Des Weiteren war der Anschlag mit ein Grund dafür, dass die Bundesregierung beschloss, beim Bundesverfassungsgericht ein Verbotsverfahren gegen die NPD einzuleiten. Da die Täter über zwei Monate lang unbekannt blieben, vermutete die Öffentlichkeit, dass deutsche Rechtsextremisten die Tat verübt hätten; der Zeitpunkt des Anschlags ließ einen symbolträchtigen Zusammenhang zum Tag der Deutschen Einheit vermuten.

## Aufklärung über die Täter des Brandanschlags
Nachdem die nordrhein-westfälische Polizei zwei seit der Tatnacht verdächtigte „arabischstämmige“ junge Männer, einen aus Marokko stammenden deutschen Staatsbürger und einen aus Jordanien stammenden Palästinenser, schließlich mit den Ergebnissen einer Telefonüberwachung konfrontiert hatte, gestanden diese Anfang Dezember 2000, die Synagoge mit einem Steinwurf und drei selbstgebastelten Molotowcocktails beschädigt zu haben. Als Motiv gaben sie an, sie hätten Rache für den Tod eines wenige Tage zuvor in Gaza von israelischen Streitkräften erschossenen Jungen üben wollen. Auf den Umstand, dass es sich bei den Tätern nicht um Rechte handelte, reagierten Spiegel und Politiker in Düsseldorf, indem sie davor warnten, nun im Kampf gegen Rechts nachzulassen. Der nordrhein-westfälische Innenminister Fritz Behrens (SPD) gab hierzu an, dass der Hintergrund der Täter „keine Entwarnung“ darstelle und „die rechte Gefahr“ dennoch vorhanden sei.

## Rezeption und weitere Diskussion
Als Mitglied der neonazistischen Gruppe Deutsches Kolleg stellte der Extremist Horst Mahler am 15. Oktober 2000 unter dem Titel Deutsches Kolleg. Ausrufung des Aufstandes der Anständigen ein völkisches und ausländerfeindliches Programm ins Internet, was nach einem späteren Urteil des Landgerichts Berlin den Tatbestand der Volksverhetzung erfüllte.
Nachdem Abdallah Frangi, der Generaldelegierte der Palästinensischen Autonomiegebiete in Deutschland, in einem am 24. November 2000 erschienenen Interview mit der Wochenzeitung Junge Freiheit einen Zusammenhang zwischen dem Brandanschlag auf die Düsseldorfer Synagoge am 2. Oktober 2000 und dem wenige Tage zuvor am 28. September 2000 erfolgten Besuch des israelischen Ministerpräsidenten Ariel Scharon auf dem Jerusalemer Tempelberg mit der dort bestehenden, für Muslime besonders heiligen al-Aqsa-Moschee hergestellt sowie im Hinblick auf die dadurch ausgelösten Reaktionen der Palästinenser bemerkt hatte, dass Scharons Aktion gewirkt hätte, „als ob ein Nazi mit einem Hakenkreuz in die Synagoge geht“, meinte der deutsch-israelische Publizist Rafael Seligmann hierzu, dass die Auseinandersetzungen zum Nahostkonflikt im Nahen Osten geführt werden müssten und dass Frangi durch seine Aussagen Emotionen hochkoche.
Das gesellschaftliche Engagement gegen Rechtsextremismus wurde anlässlich des Holocaust-Gedenktags 2012 und der Aufdeckung der rechtsextremen Terrorzelle Nationalsozialistischer Untergrund vom Tagesspiegel als Teil der bundesdeutschen Staatsräson dargestellt.
Im Dezember 2014 wiederholte Schröder in der öffentlichen Diskussion um die Bewegung Patriotische Europäer gegen die Islamisierung des Abendlandes (Pegida) seinen Appell „Aufstand der Anständigen“. Er äußerte sich anerkennend über Menschen, die in Dresden und anderen Städten gegen Pegida demonstrierten. Schröder forderte eine klare Abgrenzung der demokratischen Parteien gegenüber Pegida.
Im August 2015 griff die NDR-Journalistin Anja Reschke den Ausdruck „Aufstand der Anständigen“ in einem Tagesthemen-Kommentar zur Hetze gegen Ausländer im Internet auf. Mit den Worten „Der letzte Aufstand der Anständigen ist 15 Jahre her. Ich glaube es ist mal wieder Zeit.“ rief sie dazu auf, sich aktiv und öffentlich von Rassismus und Fremdenhass zu distanzieren. Das Video wurde innerhalb von nur einem Tag allein auf Facebook rund 3,9 Millionen Mal aufgerufen und in den folgenden Tagen intensiv in sozialen und traditionellen Medien diskutiert. Viele Nutzer lobten Reschke auf Facebook und Twitter und äußerten Zustimmung.